# OT Весов
OT Весов (лат. OT Librae) — одиночная переменная звезда в созвездии Весов на расстоянии приблизительно 51565 световых лет (около 15810 парсеков) от Солнца. Видимая звёздная величина звезды — от +17,3m до +16,3m.

## Характеристики
OT Весов — пульсирующая переменная звезда типа RR Лиры (RRAB).